# Robert Zollitsch
Robert Zollitsch (n. 9 august 1938, Philippsdorf-Filipovo, Bacica, azi Bački Gračac, Voivodina) a fost  arhiepiscop de Freiburg între 2003-2013 și președinte al Conferinței Episcopilor Catolici din Germania din 18 februarie 2008 până în 12 martie 2014.

## Originea și studiile

În toamna anului 1944 armata partizanilor iugoslavi, de orientare comunistă și antiregalistă, adversară a cetnicilor, a executat 212 germani (șvabi dunăreni) din populația civilă a satului Philippsdorf, între care și pe fratele viitorului arhiepiscop, în vârstă de 16 ani. Robert Zollitsch, în vârstă de 6 ani, bunica lui și trei verișoare au fost internați în lagărul Gakovo, în apropierea orașului Zombor din vestul Voivodinei (Bacica de Vest). Populația germană din Philippsdorf-Filipovo a fost alungată, iar localitatea a primit denumirea de Bački Gračac. În 1946 supraviețuitorii familiei Zollitsch, între care și Robert Zollitsch, s-au refugiat în districtul Main-Tauber, în zona americană de ocupație a Germaniei. În 1953 familia Zollitsch s-a mutat mai departe la Mannheim. Între 1960-1964 Robert Zollitsch a studiat teologia catolică la Universitatea din Freiburg și la Universitatea Ludwig-Maximilian din München. Pe 27 mai 1965 a fost sfințit preot în catedrala din Freiburg.